# Baumann Aircraft Corp
Baumann Aircraft était une entreprise de construction aéronautique américaine créée par Jack Baumann en 1938. Dissoute en 1940 et réactivée à la fin de la Seconde Guerre mondiale, elle a disparu définitivement en 1950.

## De Taylor Aviation Co à Baumann Aircraft Corp
Tout en travaillant chez Taylor Aviation Company (en) à Alliance (Ohio), Jack Boyer Baumann entreprit la réalisation pour son usage personnel d’un biplan à cabine fermée. Le B-65 [NX18151] effectua ses premiers vols en 1938 avec un moteur Velie de 65 ch qui fut remplacé par la suite par un Lambert de 90 ch, transformant l’appareil en B-90.
En 1938, Jack Baumann démissionna, retourna à Knoxville, dans le Tennessee, et fonda Baumann Aircraft Corp. Il travaillait en effet déjà à la réalisation d’un biplan plus gros, le B-100, qui offrait de nombreuses similitudes avec le Beech Model 17 : c'était en effet un quadriplace à cabine fermée, train escamotable et plan inférieur situé en avant du plan supérieur. Début 1940, la municipalité de Menominee, dans le Michigan, proposa à Baumann Aircraft Corp de lui trouver un local adapté à son activité et même d’acheter le matériel nécessaire au démarrage de la production. Mercury Aircraft Corp fut donc créé à Menominee, Jack Baumann occupant un poste de vice-président et d’ingénieur en chef.

## Renaissance et fermeture
Démissionnaire en 1942, peu après la certification du Mercury BT-120, avion d’entrainement dérivé du B-100, Jack Baumann fit ensuite un court séjour chez Franklin Sailplane Co à Chicago avant d’entrer chez Lockheed Aircraft à Burbank. La Seconde Guerre mondiale achevée, il recrée Baumann Aircraft  et construit un bimoteur métallique pour un pilote et 4 passagers caractérisé par une aile médiane et des hélices propulsives, le Baumann B-250. Les plans et les droits sur le B-250 furent rachetés en 1950 par Piper Aircraft. Modifié chez Piper pour en faire un bimoteur à hélices tractives, le B-250 servit de base au développement du Piper Apache.